# Aphycus longicornis
Aphycus longicornis är en stekelart som beskrevs av Trjapitzin 1962. Aphycus longicornis ingår i släktet Aphycus och familjen sköldlussteklar.
Artens utbredningsområde är Armenien. Inga underarter finns listade i Catalogue of Life.